# ریستوواتس
ریستوواتس (به صربی: Ristovac) یک منطقهٔ مسکونی در صربستان است که در ناحیه پچینیا واقع شده‌است.